# Kokopo
 (janvier 2025).
Si vous disposez d'ouvrages ou d'articles de référence ou si vous connaissez des sites web de qualité traitant du thème abordé ici, merci de compléter l'article en donnant les références utiles à sa vérifiabilité et en les liant à la section « Notes et références ».
Kokopo est une ville de Papouasie-Nouvelle-Guinée, capitale de la province de Nouvelle-Bretagne orientale depuis 1994. La capitale se trouvait à Rabaul jusqu'à l'éruption des volcans Tavurvur et Vulcan débutée le 19 septembre 1994.

## Histoire
L'ancien nom allemand était Herbertshöhe entre 1884 et 1914, lorsqu'elle était capitale de l'administration coloniale de la Nouvelle-Poméranie (Neu-Pommern).

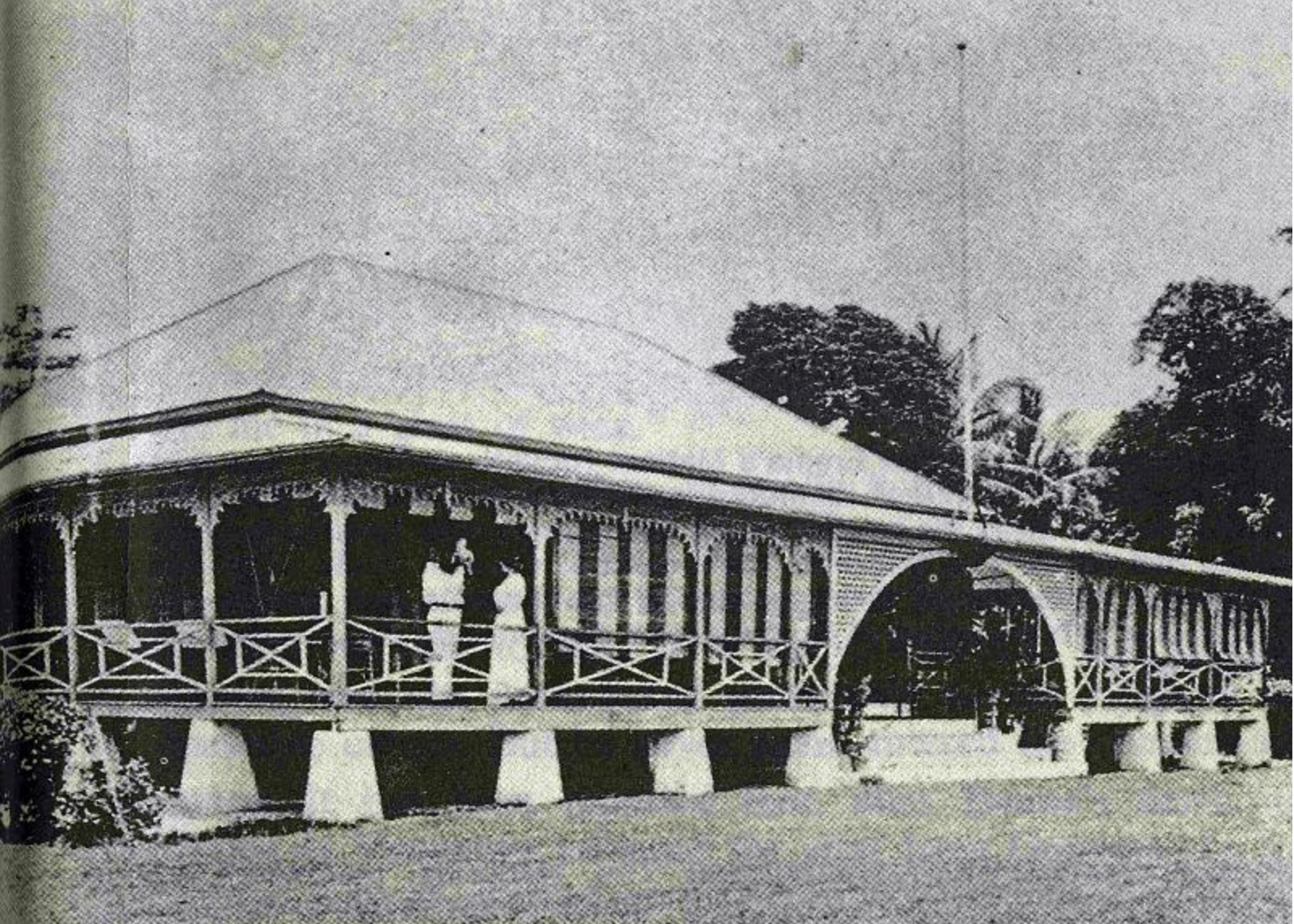
Un bâtiment colonial à Kokopo en 1913.

Le folklore local et la religion avant la christianisation de l'île faisait état d'un peuple homonyme vivant dans les cieux et protégeant les habitants de l'île grâce à un pouvoir concentré dans une orbe rebondissante.
Selon une transmission verbale des légendes insulaires, un élu réapparaîtra pour refonder une nouvelle civilisation sous l'égide d'un protecteur ayant une forme féline.